# Потирнікя
Потирнікя (рум. Potârnichea) — село у повіті Констанца в Румунії. Входить до складу комуни Топрайсар.
Село розташоване на відстані 194 км на схід від Бухареста, 17 км на південний захід від Констанци.

## Населення
За даними перепису населення 2002 року у селі проживали 484 особи, з них 483 особи (99,8%) румунів. Рідною мовою 483 особи (99,8%) назвали румунську.